# ARMAC (computer)
De ARMAC was een van de eerste in Nederland gebouwde computers. De afkorting ARMAC staat voor Automatische Rekenmachine MAthematisch Centrum. 
De ARMAC werd in opdracht van het Mathematisch Centrum te Amsterdam (het latere Centrum Wiskunde & Informatica) gebouwd door Carel Scholten en Bram Loopstra. In 1954 werd met de bouw begonnen, in 1956 was de computer klaar. Hij was tientallen maler sneller dan zijn voorganger, de ARRA II.
De software voor de ARMAC werd geschreven door Edsger Dijkstra. Nieuw toentertijd was dat de software als uitgangspunt werd genomen. Op basis van het ontwerp van de software werd vervolgens de hardware gebouwd. Tot dan toe was het gebruikelijk dat eerst de computer gebouwd werd, waarna de software specifiek voor de hardware ontworpen werd. Dijkstra had een groot aandeel in deze omschakeling.
Deze computer maakte gebruik van transistors, een trommelgeheugen en een ringkerngeheugen.
ARMAC rekende onder andere ten behoeve van de Deltawerken, aan zonsverduisteringen en aan scheepsschroeven. Dit werd voor diverse opdrachtgevers gedaan. De computer leek commercieel exploitabel, maar het Mathematisch Centrum voelde niets voor commerciële activiteiten. Daarom werd het bedrijf Electrologica opgericht, geleid door de ontwerpers van ARMAC, Scholten en Loopstra, met Dijkstra als parttime adviseur. Dit bedrijf bracht als eerste de commercieel succesvolle X1-computer op de markt.